# Asterivora oleariae
Asterivora oleariae là một loài bướm đêm thuộc họ Choreutidae. Loài này có ở New Zealand (Steward Island, Big South Cape Island, The Snares).
Sải cánh dài 7-8.7 mm. Có một lứa một năm on the Snares.
Ấu trùng ăn Olearia colensoi, Olearia argentea, Olearia lyalli và Olearia angustifolia.